# Броненосцы типа «Provence»
Броненосцы типа «Прованс» (фр. Provence) — серия французских батарейных броненосцев, построенная в 1861—1867 годах. Самая крупная серия линейных кораблей, когда-либо построенная во Франции. Девять кораблей из десяти построенных имели деревянные корпуса, и лишь один — «Heroine» — железный. Списаны в 1890-х.

## История
В 1860 году, стремясь создать мощный броненосный флот быстрее, чем англичане, Наполеон III решил заложить огромную серию однотипных броненосцев, представлявших собой улучшенную версию «Глуар». Согласно первоначальному проекту, составленному инженером Дюпуи де Ломом, все новые броненосцы должны были иметь железные корпуса, но французская промышленность не могла реализовать такой заказ достаточно быстро. В результате, было принято решение построить большую часть броненосцев из дерева, обшитого кованой железной броней.
Первые четыре корабля были заложены в январе-феврале 1861 года, ещё четыре — в марте, и два оставшихся — в июне и мае. Из-за огромной ресурсоемкости программы, требовавшей экстремального по тем временам количества броневых плит, строительство серии затянулось: последние корабли программы 1861 года вступили в строй лишь в 1867 году, спустя шесть лет после закладки

## Конструкция

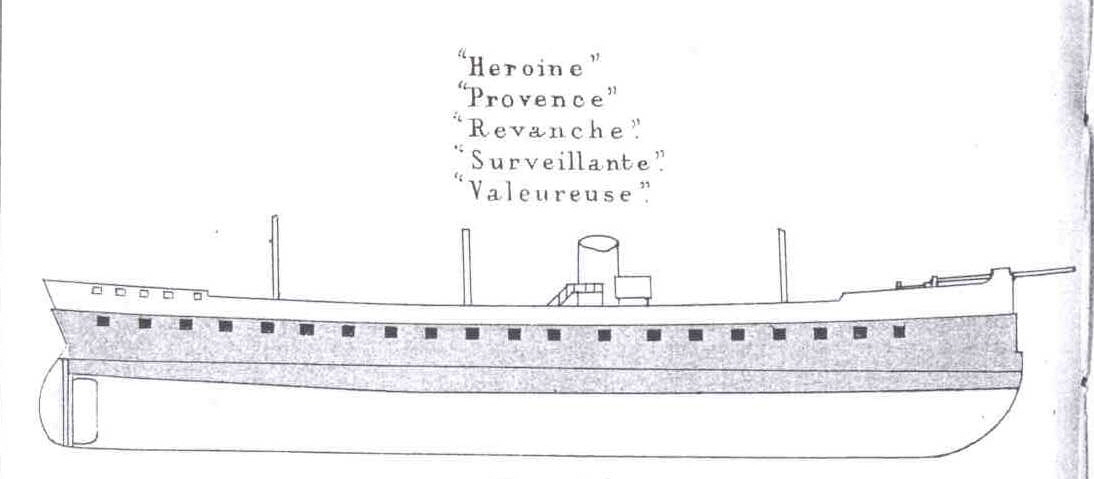
Схема броненосца «Прованс»

Все броненосцы (исключая железную «Героиню») имели одинаковые деревянные корпуса, обшитые броневыми плитами. Их полное водоизмещение составляло около 5700 тонн. Они были защищены плитами из кованого железа, толщиной от 152 мм (по ватерлинии) до 114 мм. «Героиня» несколько выделялась из общего числа, так как её корпус, аналогичный по конструкции, был железным. За счет более тяжелого набора, она имела водоизмещение в 6155 тонн, но практически не отличалась по характеристикам.
Вооружение кораблей поначалу не было стандартизировано — в частности, из-за проблем с изготовлением необходимого количества тяжелых орудий для столь крупной серии. «Фландр», «Прованс» и «Героиня» были вооружены десятью 55-фунтовыми гладкоствольными, двадцатью двумя 164-миллиметровыми нарезными и двумя 224-миллиметровыми гаубицами: два 164-мм орудия и две гаубицы стояли открыто на верхней палубе. Остальные корабли поначалу были вооружены четырьмя 238-мм нарезными орудиями и десятью 194-мм орудиями, четыре из которых стояли на верхней палубе. За время службы, корабли неоднократно перевооружались, и к 1868 году вооружение было стандартизировано в составе восьми 238-мм орудий в батарее и четырёх 194-мм орудий на верхней палубе. Также все корабли серии имели таран.
Силовые установки кораблей различались: часть из них была оснащена паровыми машинами одинарного расширения, а часть — более совершенными машинами схемы «компаунд». На практике, выяснилось, что при сравнительно слабых котлах и низком давлении пара, старые машины одинарного расширения работали даже лучше «компаунд». Скорость кораблей при мощности 3050/3600 л.с. составляла 13-14 узлов.

## Служба
Броненосцы серии «Прованс» составляли значительную часть линейных сил французского флота во время франко-прусской войны 1870—1871 годов. «Сурвейлянт», «Голуаз», «Гийень» и «Фландр» в составе эскадры адмирала Буэ блокировала балтийское побережье Германии. «Прованс», «Эроин», «Магнаним», «Вальерез» и «Реванш» в начале войны числились в составе Средиземноморского Эскадрона, а в дальнейшем были задействованы в блокаде Северного Моря. «Савойя» как раз перед войной завершила кампанию, и в ходе всех боевых действий так и простояла разукомплектованной.
В 1881 году, броненосцы типа «Прованс» — «Реванш» и «Сурвейлянт» — принимали участие в бомбардировке тунисского города Сфакс, в связи с враждебными действиями тунисского бея против французов в Алжире.
В 1882—1894 все броненосцы были списаны и сданы на слом.

## Оценка проекта
Являясь по сути дела модифицированной версией «Глуара», серийные броненосцы типа «Provence» были основной боевой силой французского флота в 1860-х. Это были вполне мореходные, хорошо защищенные корабли, имевшие полную защиту по ватерлинии и сравнительно высокую скорость хода.
Главным недостатком этих кораблей было применение на девяти из десяти единиц деревянных корпусов - менее прочных, и подверженных опасности возгорания. Деревянные корпуса также не позволяли эффективно разделить корпус на водонепроницаемые отсеки, что грозило кораблю гибелью даже от одиночной подводной пробоины. Но зато использование древесины позволило построить эту серию кораблей чрезвычайно быстро — постройка всей серии заняла не более 6 лет.
За счет серийных броненосцев «Прованс», французский флот располагал в 1865 году одиннадцатью, а в 1867 году — шестнадцатью современными мореходными броненосцами. Это обеспечивало ему эффективный паритет с британским, имевшим в 1865 году двенадцать, а в 1867-м — шестнадцать современных мореходных броненосцев.